# Fabiano de Paula
Fabiano de Paula (nacido el 28 de noviembre de 1988) es un tenista profesional brasileño que participa principalmente en el circuito ATP Challenger Series.

## Carrera
El 27 de mayo de 2013, alcanzó su ranking en individuales más alto al lograr el puesto N.º 233, y el 29 de julio del mismo año lo hizo en dobles logrando el puesto N.º 142.
Ha obtenido hasta el momento 3 títulos en la categoría ATP Challenger Tour en la modalidad de dobles, así como también ha ganado varios títulos Futures tanto en individuales como en dobles.

## Títulos; 3 (0 + 3)
| Leyenda                     | Individuales | Dobles |
| --------------------------- | ------------ | ------ |
| Grand Slam                  | 0            | 0      |
| ATP World Tour Finals       | 0            | 0      |
| ATP World Tour Másters 1000 | 0            | 0      |
| ATP World Tour 500 Series   | 0            | 0      |
| ATP World Tour 250 Series   | 0            | 0      |
| ATP Challenger Series       | 0            | 3      |

### Dobles
| No. | Fecha      | Torneo                     | Superficie    | Pareja            | Rival                           | Resultado      |
| --- | ---------- | -------------------------- | ------------- | ----------------- | ------------------------------- | -------------- |
| 1.  | 10.11.2012 | Challenger de San Leopoldo | Tierra batida | Júlio Silva       | Ariel Behar Horacio Zeballos    | 6-1, 7-65      |
| 2.  | 12.05.2013 | Challenger de Río Quente   | Tierra batida | Marcelo Demoliner | Ricardo Hocevar Leonardo Kirche | 6-3, 6-4       |
| 3.  | 20.06.2014 | Challenger de Mohammedía   | Tierra batida | Mohamed Safwat    | Richard Becker Elie Rousset     | 6-2, 3-6, 10-6 |